# ماکنا (هاوایی)
ماکنا (به انگلیسی: Makena) یک منطقهٔ مسکونی در ایالات متحده آمریکا است که در شهرستان ماویی، هاوایی واقع شده‌است. ماکنا ۲۹٫۹ کیلومتر مربع مساحت و ۹۹ نفر جمعیت دارد.

## جاذبه‌های توریستی
- زمین گلف امرالد
- پلاژ پالائه
- هتل ماکنا
- زمین گلف
- پلاژ و پارک پواولینلینا
- کلیسای جامع کیوالی
- پارک اتراقی ماکنا
- پلاژ مالوئکا
- پلاژ اونیولی
- پارک پو اولایی
- پلاژ برهنگی ماکنا
- پلاژ سنگی ماکنا
- پارک آهیهی

## دسترسی
- فرودگاه کهولویی هاوایی